# جيمي أوليفر
جيمي تريفور أوليفر (بالإنجليزية: Jamie Oliver) (27 مايو 1975) هو شيف بريطاني، وشخصية إعلامية. اشتهر ببرامجه التلفزيونية التي تركز على الغذاء، كما اشتهر بكتب الطبخ وبحملته ضد الأطعمة الجاهزة في المدارس الوطنية.

## النشأة
ولد أوليفر في انجلترا عام 1975 ونشأ فيها. في عام 2009م، ذكر أوليفر أنه من أصل سوداني جزئيا عن طريق أحد أجداده والذي يدعى جون والذي وصفه بأنه «داكن قليلا».

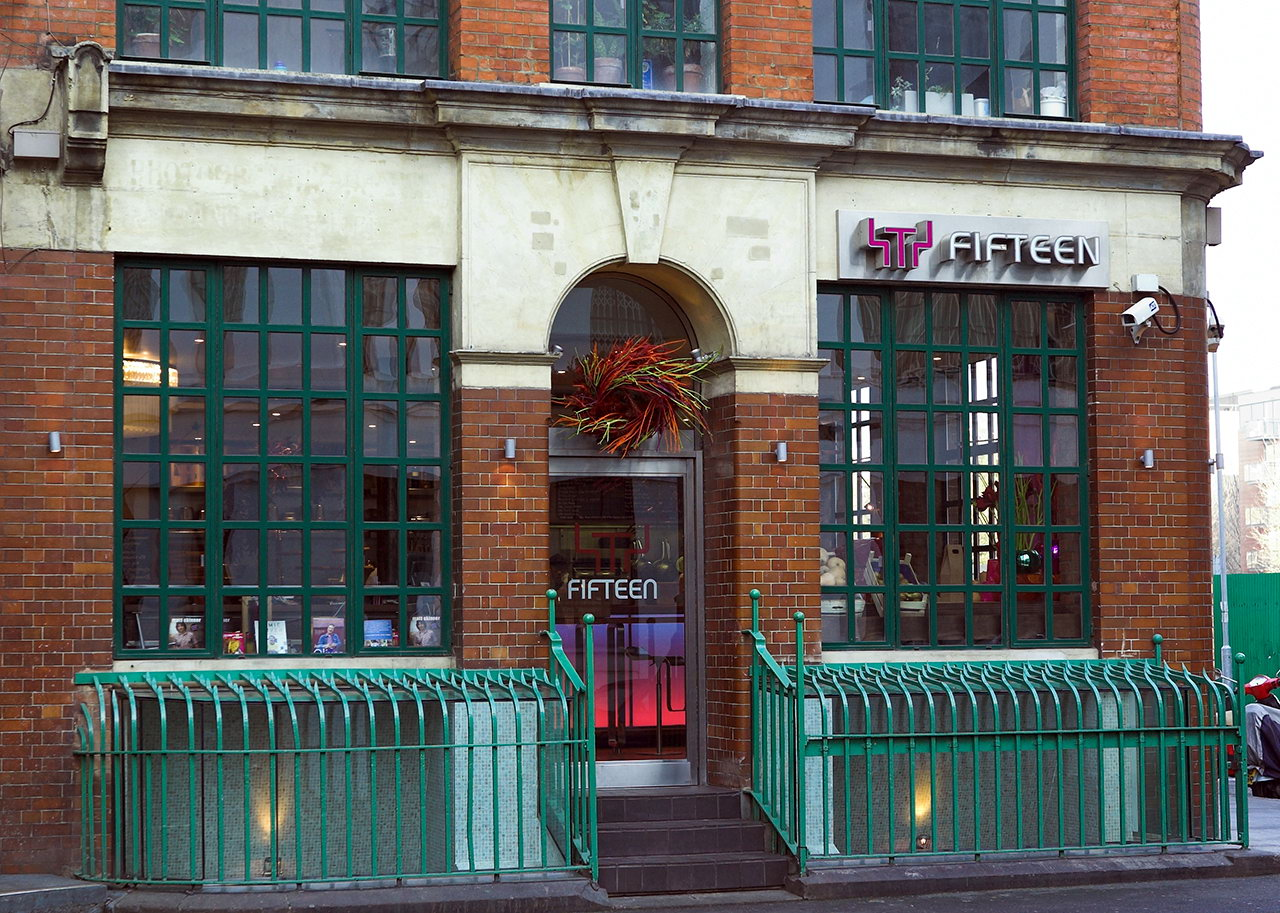
مطعم جيمي أوليفر.

## روابط خارجية
- الموقع الرسمي
- جيمي أوليفر على موقع IMDb (الإنجليزية)
- جيمي أوليفر على موقع الموسوعة البريطانية (الإنجليزية)
- جيمي أوليفر على موقع مونزينجر (الألمانية)
- جيمي أوليفر على موقع ميوزك برينز (الإنجليزية)
- جيمي أوليفر على موقع إن إن دي بي (الإنجليزية)
- جيمي أوليفر على موقع ديسكوغز (الإنجليزية)
- جيمي أوليفر على موقع قاعدة بيانات الفيلم (الإنجليزية)